# Feofan Lebedynzew

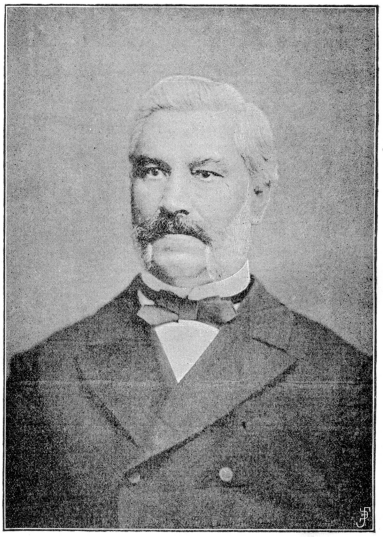
Feofan Lebedynzew 1889

Feofan Hawrylowytsch Lebedynzew (ukrainisch Феофан Гаврилович Лебединцев, russisch Феофан Гаврилович Лебединцев Feofan Gawrilowitsch Lebedinzew; * 12. Märzjul. / 24. März 1828greg. in Selena Dibrowa, Gouvernement Kiew, Russisches Kaiserreich; † 12. Märzjul. / 24. März 1888greg. in Kiew, Gouvernement Kiew, Russisches Kaiserreich) war ein ukrainischer Historiker, Journalist, Herausgeber und Universitätsprofessor.

## Leben
Feofan Lebedynzew kam in Selena Dibrowa im heutigen Rajon Horodyschtsche der ukrainischen Oblast Tscherkassy als Sohn eines Dorfpriesters zur Welt. Seine Ausbildung erhielt er zunächst am Theologischen Seminar in Bohuslaw, das er 1841 absolvierte. Anschließend studierte er am Kiewer Theologischen Seminar, das er 1847 glänzend abschloss, und an der Kiewer Theologischen Akademie, an der er 1851 seine akademische Kandidatur über die Kirchenunion von Brest verteidigte und als Kandidat der Theologie verließ.
Nach seinem Studium nahm Lebedynzew einen Lehrauftrag am Theologischen Seminar in Woronesch an, wo er unter anderem allgemeine Geschichte, Latein und russischen Zivilgeschichte lehrte. 1856 wechselte er als Dozent an das Kiewer Theologische Seminar, an dem er bis 1861 tätig war. Auf seine Initiative hin wurde von 1860 bis 1863 das Magazin Ratgeber für ländliche Priester in Kiew herausgegeben, in dem er eine Reihe von Artikeln zur lokalen Geschichte veröffentlichte. Außerdem schrieb er Artikel für die Zeitung Osnova in Sankt Petersburg. 1861 wurde er außerordentlicher Professor an der Kiewer Theologischen Akademie in der Fakultät für Geschichte.
Am 4. Dezember 1864 verließ er die Akademie und wurde Leiter des Schuldirektorats des Schulbezirks zunächst von Chełm, anschließend in Lublin und 1872 in Radom. Im Cholmer Land bekämpfte er den griechischen Katholizismus und die Polonisierung und veranlasste die Gründung von 300 öffentlichen Schulen und weiteren Bildungseinrichtungen, darunter im Oktober 1865 ein Gymnasium für Jungen und im Oktober 1866 eines für Mädchen. Die von ihm geplante Gründung einer Bruderschaft und einer akademischen literarischen Gesellschaft in Chełm gelang aufgrund seiner Versetzung von Chełm nach Lublin nicht. Durch seine Mithilfe wechselten zwei große Dörfer an der österreichischen Grenze wieder zur orthodoxen Kirche.
1866 unternahm er eine Reise nach Galizien, um die dortigen Verhältnisse der orthodoxen Kirche kennen zu lernen. Zur Förderung des dortigen Klerus ersuchte er den Metropoliten und den Oberprokurator um die Aufnahme der Vertreter des galizischen Klerus in russische Seminare. Ende 1866 wurde auf seine Initiative hin eine permanente Postverbindung zwischen Chełm und Lublin eingerichtet.
Am 29. Augustjul. / 10. September 1880greg. beendete er seine Schultätigkeit und ließ sich in Kiew nieder, wo er 1882, gemeinsam mit seinem Bruder Petro Lebedynzew, das monatlich erscheinende, historische, ethnographische und literarische Magazin Kiew Starina (Киевская старина, zu deutsch „Kiew Antike“), eine der besten wissenschaftlichen Provinzpublikationen und inoffizielles Organ der Historischen Gesellschaft von Nestor dem Chronisten, gründete, deren Redakteur und Herausgeber er bis zu seinem Tod war.
Lebedynzew starb 1888 an seinem 60. Geburtstag in Kiew und wurde auf dem Schtschekawyzke-Friedhof bestattet.

## Werk
Lebedynzew war Herausgeber des zweiten und dritten Bandes des Archives vom Südwestlichen Russland, schrieb zwischen 1861 und 1863 vier Predigten auf Ukrainisch, verfasste 1862 die Studie Bruderschaften, ihr früheres und gegenwärtiges Schicksal und Bedeutung und 1864 Materialien zur Geschichte der Orthodoxie in der Westukraine im achtzehnten Jahrhundert, mit einem ausführlichen Vorwort von Archimandrit Melchissedek Snatschko-Jaworski (Мелхиседек Значко-Яворский), schrieb „Über das Leben und Werk von Kyrill und Methodius“  sowie die, in seiner Zeitschrift Kiew Starina veröffentlichten Memoiren des ukrainischen Lyrikers Taras Schewtschenko, den er 1859 persönlich kennengelernt hatte.

## Ehrungen
- Echter Staatsrat (1874)[1]
- 4 Staatliche Orden des Russischen Kaiserreiches[1](Orden des Heiligen Wladimir 3. und 4. Klasse, Orden der Heiligen Anna 2. Klasse, Sankt-Stanislaus-Orden 2. Klasse)

## Familie
Feofan Lebedynzew war der Bruder des Kirchenleiters, Lehrers und Autors Andrij Lebedynzew (Андрій Гаврилович Лебединцев; 1826–1903) sowie von Petro Lebedynzew, ein bekannter Historiker, Archäologe, Journalist, Lehrer und religiöser Führer. Die Brüder kamen alle in Selena Dibrowa zur Welt.
Feofan Lebedynzews erste Frau war die Patentante von Mychajlo Hruschewskyj. Sein Sohn Konstantin Lebedynzew (1878–1925), der aus seiner zweiten, 1876 geschlossenen, Ehe mit Olha Scheljasowska stammte, wurde Mathematikprofessor.